# Етимологија
Етимологија је наука о пореклу речи. Користећи разне методе, етимолози покушавају да утврде када је и како нека реч ушла у језик, колико су се и на који начин променили њен облик и значење. Етимологија се углавном служи изучавањем старих рукописа и других писаних докумената; у језицима у којима то није могуће користи се тзв. компаративни метод. Као и лингвистика уопште, много дугује ауторима санскритских граматика. Сама реч „етимологија“ потиче од старогрчких речи έτυμος (étymos - истинит, тачан) и грч.  (lógos - реч).
За језике са дугом писаном историјом етимолози користе записе, и текстове о том језику, да би прикупили знање о томе како су речи коришћене у ранијим периодима, како су се развијале у значењу и форми, или када и како су ушле у језик. Етимолози такође примењују методе компаративне лингвистике да реконструишу информације о облицима који су превише стари да би било које непосредне информације биле доступне.
Анализом сродних језика техником познатом као упоредна метода, лингвисти могу да закључују о заједничком матичном језику и његовом речнику. На овај начин, корени речи у европским језицима, на пример, могу се пратити све до порекла индоевропске језичке породице.
Иако су етимолошка истраживања првобитно произашла из филолошке традиције, знатан део садашњих етимолошких истраживања се врши на језичким породицама где постоји мало или нема ране документације, на пример уралска и аустронезијска.
Термин etymon се односи на реч или морфему (нпр., основа или корен) из кога је каснија реч или морфема изведена. На пример, латинска реч candidus, која значи „бело”, је етимон енглеске речи candid. Међутим, односи су често мање транспарентни. Енглески називи места као што су Винчестер, Глостер, Тадкастер деле у различитим модерним облицима суфикс етимона који је некада имао значење, латинско castrum 'тврђава'.

## Методе
Етимолози користе бројне методе за проучавање порекла речи, од којих су неке:
- Филолошка истраживања. Промене у облику и значењу речи могу се пратити уз помоћ старијих текстова, уколико такви постоје.
- Употреба дијалектолошких података.[6][7] Облик или значење речи могу да показују варијације између дијалеката, што може дати индикације о њеној ранијој историји.
- Упоредни метод. Систематским поређењем сродних језика етимолози често могу открити које речи потичу из њиховог заједничког предачког језика, а које су касније позајмљене из другог језика.
- Студија семантичке промене. Етимолози често морају да постављају хипотезе о променама значења одређених речи. Такве хипотезе тестирају се на основу општег знања о семантичким помацима. На пример, претпоставка о одређеној промени значења може се поткрепити показивањем да се иста врста промене догодила и у другим језицима.

## Историја
Потрага за смисленим пореклом познатих или чудних речи далеко је старија од модерног схватања језичке еволуције и односа језика, које је почело тек у 18. веку. Од антике до 17. века, од Панинија преко Пиндара до сер Томаса Брауна, етимологија је била облик досетљиве игре речи, у којој је наводно порекло речи креативно замишљено да задовољи савремене захтеве; на пример, грчки песник Пиндар (рођен отприлике 522. п. н. е.) користио је инвентивне етимологије да би се додворио својим покровитељима. Плутарх је користио етимологије несигурно засноване на умишљеним сличностима у звуковима. Етимологија Исидора Севиљског била је енциклопедијско праћење „првих ствари“ које је остало некритички у употреби у Европи све до шеснаестог века. Etymologicum genuinum је граматичка енциклопедија уређивана у Константинопољу у деветом веку, једно од неколико сличних византијских дела. Legenda Aurea из тринаестог века, коју је написао Јакоб де Ворагин, почиње сваки животопис свеца маштовитом напоменом у облику етимологије.

### Средњи век
Исидор Севиљски је саставио свеску етимологија да би осветлио тријумф религије. Легенда о сваком свецу у Legenda Aurea Јакоба де Ворагина почиње етимолошким говором о светитељевом имену:
 Луси се каже за светлост, а светлост је лепота у гледању, по томе С. Амброзије каже: Природа светлости је таква, она је милостива у гледању, простире се на све не лежећи, она пролази удесно без кривине уз десни дуги низ; и то је без проширења кашњења, и стога се показује да блажена Луција има лепоту девичанства без икакве покварености; суштина доброчинства без несавршене љубави; исправан одлазак и оданост Богу, без скретања с пута; прави дуги низ непрекидним радом без немарења о лењости. У Луци се говори, пут светлости. 

### Савремено доба
Етимологија у модерном смислу се појавила у европским академским круговима током касног 18. века, у контексту ширег „доба просветитељства“, иако су јој претходили пионири из 17. века као што су Маркус Зуериус ван Боксорн, Герардус Восије, Стивен Скинер, Елајша Колс и Вилијам Вотон. Први познати систематски покушај да се докаже однос између два језика на основу сличности граматике и лексике направио је 1770. године Мађар Јанош Шајновић, када је покушао да демонстрира однос између Самија и Мађара (рад који је касније проширен на читаву угрофинску језичку породицу 1799. од стране његовог сународника Самуела Гјарматија).
Порекло модерне историјске лингвистике се често води до сер Вилијема Џоунса, велшког филолога који је живео у Индији, и који је 1782. године посматрао генетски однос између санскрита, грчког и латинског. Џонс је објавио свој Санскритски језик 1786. године, постављајући темеље за област индоевропске лингвистике.